# مجتمع آموزش علمی کاربردی جهاد کشاورزی لرستان
مجتمع آموزش علمی کاربردی جهاد کشاورزی لرستان  یکی از واحدهای دانشگاه جامع علمی کاربردی است. این واحد در شهر خرم‌آباد قرار دارد.